# Nahyssan Indijanci
Nahyssan (Nastalo od Monahassano ili Monahassanugh; kasnije su poznati kao Yesanⁿ).- Pleme Siouan Indijanaca, jezično srodni Tutelima i Saponima, s južne obale James River, u današnjem okrugu Nelson u Virginiji.  Prvi ih spominje Blade 1650. koji nailazi na njihovo selo "Manks Nessoneicks", 12 milja južno-jugozapadno od današnjeg Petersburga. Pedesetak godina kasnije (prema Swantonu 1654. ili 1666.) nalazimo ih zajedno s Manahoacima na vodopadima James Rivera, gdje su ih morali protjerati Susquehanne. Ovdje će doći do sukoba s Powhatanima i kolonistima ali su nahyssani odnesti pobjedu. Sljedeći koji dolazi u kontakt s Nahyssanima je Nijemac John Lederer koji nalazi dva indijanska 'grada' na Staunton Riveru, jedan od njih on naziva Sapon, a drugi Pintahae. Prvi je svakako propadao Saponima, a drugi, Pintahae, Nahyssanima. 
Pintahae bi mogao biti Hanathaskie ili Hanahaskie o kojemu 1912. govore Batts i Fallam. 
Godine 1675. nastanili su se na otoku koji se nalazi na mjestu gdje se sastaju rijeke Staunton i Dan. Do 1701. sva Siouan plemena što su živjela u okolini nastanila su se u Sjevernoj Karolini, a Nahyssani su se priključili Saponima i Tutelima, a sudbina im je kasnije zajednička. 
Potomaka imaju danas u plemenu poznatom kao Tutelo Nahyssan Tribal Nation.

## Vanjske poveznice
- Nahyssan  Arhivirana inačica izvorne stranice od 27. kolovoza 2011. (Wayback Machine)